# Yirachefie
Yirachefie är ett distrikt i Etiopien.   Det ligger i regionen Southern Nations, i den centrala delen av landet, 300 km söder om huvudstaden Addis Abeba.